# Ayo Bankole
 (mars 2023).
Si vous disposez d'ouvrages ou d'articles de référence ou si vous connaissez des sites web de qualité traitant du thème abordé ici, merci de compléter l'article en donnant les références utiles à sa vérifiabilité et en les liant à la section « Notes et références ».
Ayo Bankole (né à Jos, le 17 mai 1935; mort à Lagos, le 6 novembre 1976) est un compositeur et organiste nigérian (groupe ethnique Yoruba, sud-ouest du Nigeria).

## Biographie
Il nait dans une famille de musiciens : son père, Theophilus Abiodun Bankole, est organiste et chef de chœur à l’Église anglicane Saint Luc à Jos, et sa mère enseigne la musique pendant de nombreuses années à l'école Queen's, à Ede, dans l’État d'Osun, un lycée du gouvernement fédéral.
Ayo Bankole étudie ensuite à Londres, à la Guildhall School of Music and Drama où il rencontre le jeune étudiant en art dramatique et poète Brian Edward Hurst. Ayo a utilisé un poème de Hurst, intitulé Children of the Sun, pour créer une vaste composition chorale sous le même nom. Hurst a par ailleurs pris une photographie du compositeur nigérian debout à l'extérieur de la Guildhall School. Ayo a aussi étudié au Clare College, mais est finalement retourné à Lagos, au Nigeria, où il a été assassiné par un demi-frère en 1976. Personnage humaniste, il a beaucoup manqué à la communauté musicale nigériane.
Il a écrit beaucoup de musique liturgique chrétienne, et ses compositions montrent des éléments à la fois de la musique traditionnelle nigériane et mais aussi de la musique classique occidentale.

## Œuvres

### Musique vocale
- Song cycle pour baryton-basse, 1958
- Baba Se Wa ni Omo Rere (Père, fais de nous de bons enfants), cantate en yoruba, pour chœur de femmes et orchestre de chambre, 1958
- Three Yoruba Songs, pour basse et piano, 1959
- Three Part Songs, pour chœur de femmes, 1959
- Beni Arunkarun Kan Ki Yio Sunmo Irere, 1959
- Christmas Comes But Once a Year, 1959
- Keresimesi Odun De, 1960
- The Children of the Sun, 1961
- Choral Fugue, 1962
- Jona, cantate en yoruba, pour soprano solo, récitant en anglais, tambour, piano, tambura et orchestre, 1964
- Canon pour Noël, 1964
- Little Jesus, 1964
- And Art Thou Come, 1964
- Eru O b’Omo Aje, 1964
- God Rest You Merry, 1966
- Lullaby, 1966
- Be Prepared (Girl Guide’s Jubilee Song) 1966
- Dix chants Yoruba, pour voix et piano, 1966
- Angels from the Realms, 1966
- Ore-Ofe Jesu Kristi (La grâce de Jésus), pour chœur a cappella, 1967
- The School Song, composé pour sa tante
- Salve Christe, 1968
- Ps 23, 1968
- Adura fun Alafia (Prière pour la paix), pour voix et piano, 1969
- Ona Ara (Voies mystérieuses), pour grand chœur, solistes, orgue et instruments Yoruba, 1970
- Fun Mi Ni ‘Beji, n°1 et 2, pour chœur a cappella, 1970
- Love Everlasting, 1972
- Mighty Africa Games, 1973
- Festac, cantate en anglais et en yoruba, pour solistes, chœur et orchestre contenant des bois, des cuivres et quelques instruments traditionnels nigériens, 1974
- Festac Cantata n°4, 1976
- Grand Little One, paroles de Meki Nzewi
- Gbogbo Aiye E Yo E Ho
- Requiem
- Sweet Sweet Jesus, paroles de Meki Nzewi

### Claviers
Piano
- Ya Orule (1957)
- Nigerian Suite (1957)
- Christmas Sonata, sonate pour piano (1959)
- The Passion, sonate pour piano (1959)
- English Winterbirds, sonate pour piano (1961)
- Fugal Dance
- Egun Variations en sol majeur. Sur Tona Nowe, un chant de l'ethnie Egun, l'une des quelques 200 du Nigéria.

Orgue
- Toccata and Fugue, pour orgue, 1960
- Trois Toccatas, pour orgue, 1967